# Kamovci
Kamovci (mađarski: Kámáhaza) je naselje u slovenskoj Općini Lendavi. Kamovci se nalazi u pokrajini Prekomurju i statističkoj regiji Pomurju. 

## Stanovništvo
Prema popisu stanovništva iz 2002. godine naselje je imalo 113 stanovnika.